# Helga Kaffke
Helga Kaffke (* 18. November 1934 in Leipzig; † 28. November 2017 in Ballycroy, County Mayo, Irland) war eine deutsche Malerin und Grafikerin.

## Leben
Helga Kaffke kam aus einfachen Verhältnissen. Sie besuchte die Volksschule in Leipzig und absolvierte von 1949 bis 1952 eine Lehre als Fotolithograf. Danach arbeitete sie drei Jahre in ihrem Leipziger Lehrbetrieb in dem erlernten Beruf. Von 1954 bis 1959 studierte Helga Kaffke an der Hochschule für Grafik und Buchkunst Leipzig, u. a. bei Werner Tübke und Gerhard Kurt Müller. Seit 1959 lebte Helga Kaffke als freischaffende Malerin und Grafikerin in Leipzig, von 1979 bis 1993 in Schwerin, bis 2002 in Les Grandes Dalles in der Normandie und danach in Ballycroy im westirischen County Mayo, wo sie 2017 im Alter von 83 Jahren starb. Seit 1995 hielt sie sich bereits jedes Jahr mehrere Monate zum Arbeiten in Irland auf. 1962 wurde Helga Kaffke Mitglied des Verbandes bildender Künstler der DDR. Seit 1979 stellte sie regelmäßig auf den Schweriner Bezirkskunstausstellungen aus. In dieser Zeit lehrte sie auch als Dozentin Malerei an der Bezirkskulturakademie Schwerin.
1962/1963 und 1987/1988 beteiligte sich Helga Kaffke in Dresden an der Fünften Deutschen Kunstausstellung und der X. Kunstausstellung der DDR. Sie gestaltete das Keramik-Wandmosaik Vom Fischer und Syner Fru im Schweriner FDGB-Ferienheim „Fritz Reuter“, das nach der Wende zerschlagen wurde.
Helga Kaffke war verwitwet und hatte aus dieser Ehe drei Kinder. In zweiter Ehe war sie mit der Autorin Gabriele Berthel verheiratet, mit der sie gemeinsame Bücher herausgebracht hat.

### Veröffentlichungen
- Aquarelle und Pastelle (Ausstellungsdauer: 24.8.–7.10.1984). Staatliches Museum Schwerin, 1984
- Wer kämmt das Haar in der Suppe?. Texte für Kinder zum Lesen, Rätseln, Spielen und Zungenbrechen. Illustrationen zu Texten von Gabriele Berthel. Maxpress-Verlag, Schwerin 2004, ISBN 3-933781-38-8; Edition digital, Pinnow 2018, ISBN 978-3-95655-928-0
- Leben, was sonst. Mit Texten von Gabriele Berthel. Galerie „ebe“, Parchim 2010; Edition digital, Pinnow 2020, ISBN 978-3-96521-020-2
- Valse Musette – Rouen en miniature. Mit Texten von Gabriele Berthel. Plau am See 2016; Edition digital, Pinnow 2018, ISBN 978-3-95655-934-1
- WALKING TALKING. Unterwegs in Irlands wildem Westen. Mit Texten von Gabriele Berthel. EDITION digital, Pinnow 2018, ISBN 978-3-95655-890-0
- WALKING TALKING. On the road in Ireland's wild west. Mit Texten von Gabriele Berthel. EDITION digital, Pinnow 2018, ISBN 978-3-95655-897-9
- Eine offene Spur. Unterwegs in Mecklenburg mit Pinsel und Stift. Mit Texten von Gabriele Berthel. EDITION digital, Pinnow 2019, ISBN 978-3-95655-981-5

## Ausstellungen
- Einzelausstellungen u. a. in Achim (Landkreis Verden), Annaberg-Buchholz, Chemnitz, Clemenswerth, Eupen in Belgien, Flensburg, Geringswalde, Leipzig, Magdeburg, Parchim, Rostock, Schwerin, Sögel, Westport (Irland) sowie in verschiedenen Städten Frankreichs (Rouen, Yport, Sassetot-le-Mauconduit).
- Ausstellungsbeteiligungen u. a. in Berlin, Bremen, Dresden, Erfurt, Kiel, sowie in Frankreich, Irland, Italien, Polen, Russland, Schweden und der Schweiz.